# Kiarov
Kiarov és un poble i municipi d'Eslovàquia. Es troba a la regió de Banská Bystrica, al centre del país. La primera menció escrita de la vila es remunta al 1271.

## Demografia
| Godina             | 1994 | 2004   | 2014   | 2024    |
| ------------------ | ---- | ------ | ------ | ------- |
| Nombre de persones | 350  | 320    | 317    | 255     |
| Diferència         |      | −8,57% | −0,93% | −19,55% |

| Godina             | 2023 | 2024   |
| ------------------ | ---- | ------ |
| Nombre de persones | 257  | 255    |
| Diferència         |      | −0,77% |